# Oreogeton unica
Oreogeton unica är en tvåvingeart som först beskrevs av Walker 1837.  Oreogeton unica ingår i släktet Oreogeton och familjen Oreogetonidae. Inga underarter finns listade i Catalogue of Life.